# Jim Boyce
Jim Boyce (* 21. März 1944 in Belfast, Nordirland) ist ein nordirischer Fußballfunktionär.
1995–2007 war Jim Boyce Präsident des nordirischen Fußballverbandes. 2011 wurde er Vizepräsident des FIFA-Exekutivkomitees als einziger Vertreter der vier britischen Fußballverbände (Home Nations).